# Carsten Meyer-Heder

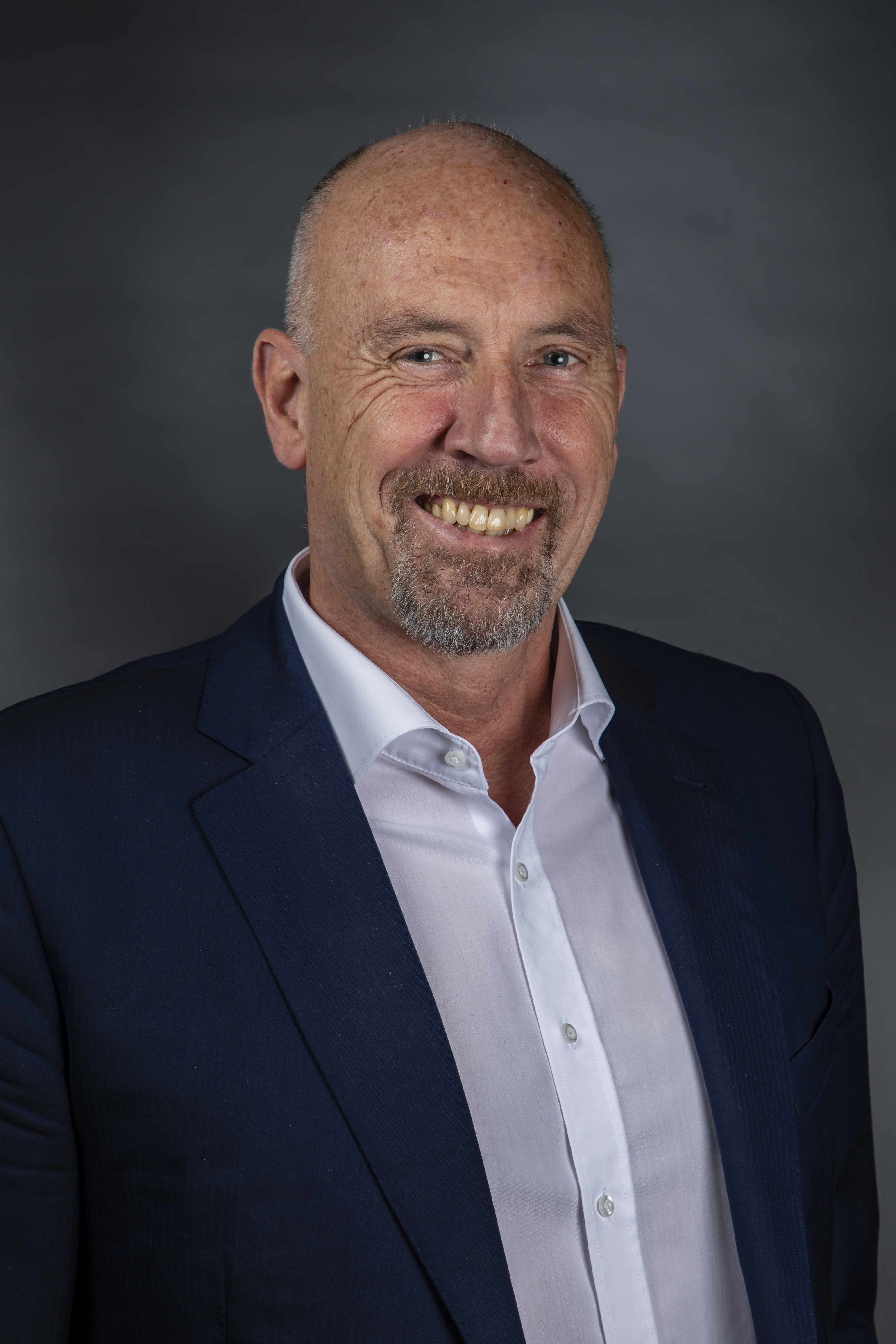
Carsten Meyer-Heder (2019)

Carsten Meyer-Heder (* 30. März 1961 in Bremen) ist ein deutscher Politiker (CDU) und IT-Unternehmer. Bei der Bürgerschaftswahl 2019 in der Hansestadt Bremen kandidierte er als Spitzenkandidat der CDU Bremen für das Amt des Bremer Bürgermeisters. Von 2019 bis zu seinem Rücktritt im Jahr 2023 war er Landesvorsitzender seiner Partei. Ebenfalls von 2019 bis 2023 war er Mitglied der Bremischen Bürgerschaft.
Er ist wieder Geschäftsführer von Team Neusta.

## Biografie

### Familie, Ausbildung und Beruf
Meyer-Heder war in den 1970er-Jahren nach eigenen Angaben ein Hippie mit langen Haaren, lebte in einer 10er-Wohngemeinschaft und war ein Kriegsdienstverweigerer und Kapitalismus-Gegner. 1979 schloss Meyer-Heder im Schulzentrum Im Holter Feld im Bremer Stadtteil Hemelingen seine Schulbildung mit dem Abitur ab. Nachdem er seinen Zivildienst beim Deutschen Roten Kreuz absolviert hatte, begann Meyer-Heder 1982 an der Universität Bremen ein Studium der Wirtschaftswissenschaften, das er 1986 ohne Abschluss beendete.
Anfang der 1990er-Jahre absolvierte er eine Umschulung zum Softwareentwickler.
Meyer-Heder stieg 1993 bei der im Vorjahr gegründeten Neusta GmbH ein und übernahm die alleinige Führung des Unternehmens. Nachdem er den Betrieb zunächst als Einzelunternehmer weiterführte, ging daraus in den folgenden Jahren die von Meyer-Heder gegründete Unternehmensgruppe Team Neusta hervor. 2014 wurde Meyer-Heder vom Landesverband Bremen der Verbände Die Familienunternehmer und Die jungen Unternehmer als „Bremer Unternehmer des Jahres“ ausgezeichnet.
Vor seinem Einstieg in die Landespolitik erklärte er, dass er bereits damit begonnen habe, seine Nachfolge bei Team Neusta zu regeln. Nach seinem Einzug in die Bürgerschaft blieb er weiterhin Geschäftsführer der Holding und geschäftsführender Gesellschafter.

### Politik

#### CDU-Spitzenkandidat
Im Januar 2018 unterbreitete der CDU-Landesvorsitzende Jörg Kastendiek dem Landesvorstand der CDU Bremen in einem Brief den Vorschlag, Carsten Meyer-Heder als Spitzenkandidaten für die Bürgerschaftswahl 2019 und somit als Herausforderer des bisherigen Bürgermeisters Carsten Sieling (SPD) zu nominieren. Daraufhin beschloss der CDU-Landesvorstand einstimmig, Meyer-Heder offiziell dem Landesparteitag als Spitzenkandidat zu empfehlen. Meyer-Heder wurde im März 2018 CDU-Mitglied.
Im Mai 2018 wurde Meyer-Heder mit 198 von 201 Stimmen zum Spitzenkandidaten der Bremer CDU für die Bürgerschaftswahl 2019 gewählt. Bei der Delegiertenversammlung am 27. Oktober 2018 wurde er einstimmig auf den ersten Platz der CDU-Liste für die Bürgerschaftswahl gewählt. Meyer-Heder gelang bei der Bürgerschaftswahl in Bremen 2019 mit 104.589 Personenstimmen der Einzug als Abgeordneter in die Bremische Bürgerschaft. Insgesamt erreichte die CDU mit Meyer-Heder als Spitzenkandidat bei der Bürgerschaftswahl 26,7 Prozent der Stimmen und löste dadurch erstmals in der Geschichte des Landes die SPD als stärkste Fraktion ab. Bei der Bürgerschaftswahl in Bremen 2023 erhielt er kein Mandat mehr und schied aus der Bürgerschaft aus.

#### Landesvorsitzender
Im Anschluss an die Bürgerschaftswahl 2019 führte Meyer-Heder mit den Grünen und der FDP Sondierungsgespräche über eine Jamaika-Koalition. Weil sich die Grünen daraufhin jedoch für eine rot-grün-rote Koalition entschieden hatten, begann Meyer-Heders Mandat in der Bürgerschaft in der Opposition. Im Juni 2019 wurde Meyer-Heder auf dem Landesparteitag der CDU Bremen mit einer Mehrheit von 98 Prozent als Nachfolger des verstorbenen Jörg Kastendiek zum neuen Landesvorsitzenden gewählt.
Im Januar 2022 kündigte Meyer-Heder an, bei der Bürgerschaftswahl 2023 nicht erneut als Spitzenkandidat anzutreten. Die CDU Bremen wählte daraufhin im Mai 2022 Frank Imhoff zum Spitzenkandidaten.
Am 29. September 2023 trat Meyer-Heder aufgrund von Aussagen zur Zusammenarbeit der CDU mit der AfD mit sofortiger Wirkung von seinem Amt als Landesvorsitzender zurück. Zuvor hatte er ein gemeinsames Abstimmen mit der AfD befürwortet: „Wenn wir Dinge bewegen wollen und wir sind einer Meinung mit der AfD: Warum nicht?“ Dies hatte in der Bremer CDU zu scharfer Kritik geführt.